# Статуя Зевса в Олімпії
Ста́туя Зе́вса Олімпі́йського — одне з античних Семи чудес світу — давньогрецька статуя Зевса роботи Фідія, встановлена в центрі Храму Зевса в Олімпії на півострові Пелопоннес (Західна Греція).

## Опис скульптури

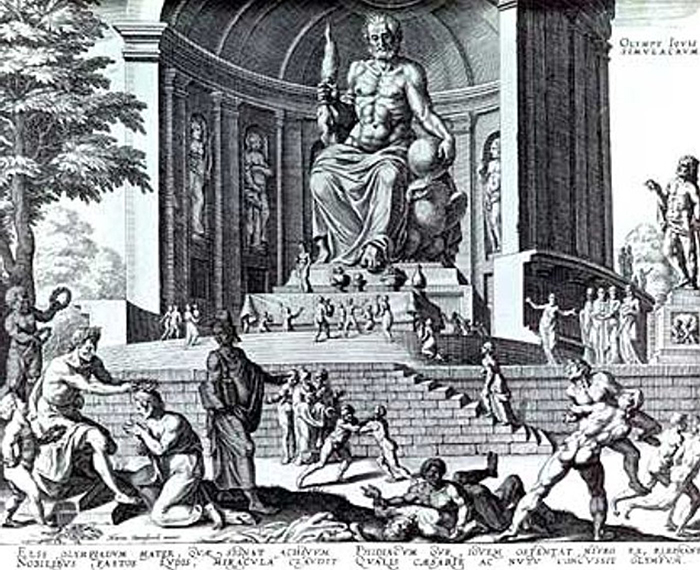
Химерна реконструкція статуї Зевса роботи Фідія на гравюрі Філіпа Галле 1572 року по малюнку Мартена ван Гемскерка

Зевс зображався хрисоелефантинною скульптурою — виконаною зі слонової кістки та золотих панелей на дерев'яному каркасі. Жодної достеменно точної копії в мармурі чи бронзі не збереглося, хоча є приблизні зображення на монетах сусідньої Еліди, а також на римських монетах і різьблення на дорогоцінних каменях. Висота складала близько 12 м.
Географ Страбон на початку I століття до н. е. зазначив, що статуя справляла «враження, ніби коли Зевс встане і випростається, то проб'є дах храму».
Географ і мандрівник II століття нашої ери Павсаній залишив детальний опис: статуя була увінчана скульптурним вінком з оливкового листя і носила позолочені шати, виготовлені зі скла і прикрашені різьбленими тваринами й ліліями. Права рука Зевса тримала невелику хризелефантову статую коронованої Ніки, богині перемоги. Ліва тримала скіпетр, інкрустований багатьма металами, на якому сидів орел. Трон був прикрашений золотом, дорогоцінним камінням, чорним деревом і слоновою кісткою. Золоті сандалі Зевса спиралися на підставку для ніг, прикрашену рельєфом з амазономахією (зображенням битви амазонок). Трон оточували розмальовані екрани.
Павсаній також розповідав, що статую постійно покривали оливковою олією, щоб протидіяти шкідливому впливу «болотистості» Альтіського гаю на слонову кістку. Підлога перед скульптурою була вимощена чорною плиткою та оточена вивищеною мармуровою окантовкою, щоб олія не розтікалася. Цей резервуар з олією також виконував роль дзеркала, яке візуально подвоювало висоту статуї.
За словами римського історика Тіта Лівія, римський полководець Емілій Павло, завойовник Македонії, бачив статую на власні очі та «був зворушений у своїй душі, ніби він бачив бога особисто». Оратор Діон Хризостом стверджував у I ст. н. е., що один-єдиний погляд на статую змусить людину забути всі свої земні біди.
Легенда стверджує, що Фідій, бувши в захваті від Пантаркеса, юного переможця змагань з боротьби серед хлопчиків на 86-й Олімпіаді, вирізьбив напис «Пантаркес прекрасний» на мізинці Зевса, а також помістив барельєф хлопчика, що увінчує себе, біля ніг статуї.

## Легенди про створення
За легендою, коли Фідія запитали, що його надихнуло — чи він піднявся на гору Олімп, щоб побачити Зевса, чи Зевс спустився з Олімпу, щоб Фідій міг його побачити, — митець відповів, що зобразив бога згідно з «Іліадою» Гомера, Книгою 1, віршами 528—530:
Мовив Кротон, чорногустими здвигнувши бровами.
І з голови владаревої кучерів пасма нетлінні
Впали на плечі безсмертні, й великий Олімп похитнувся.
За словами Павсанія, «коли зображення було повністю закінчене, Фідій молився богові, щоб він показав знаком, чи йому до вподоби робота. Одразу ж, як свідчить легенда, блискавка влучила в ту частину підлоги, де аж до наших днів стоїть мідний глечик, закриваючи те місце».

## Історія

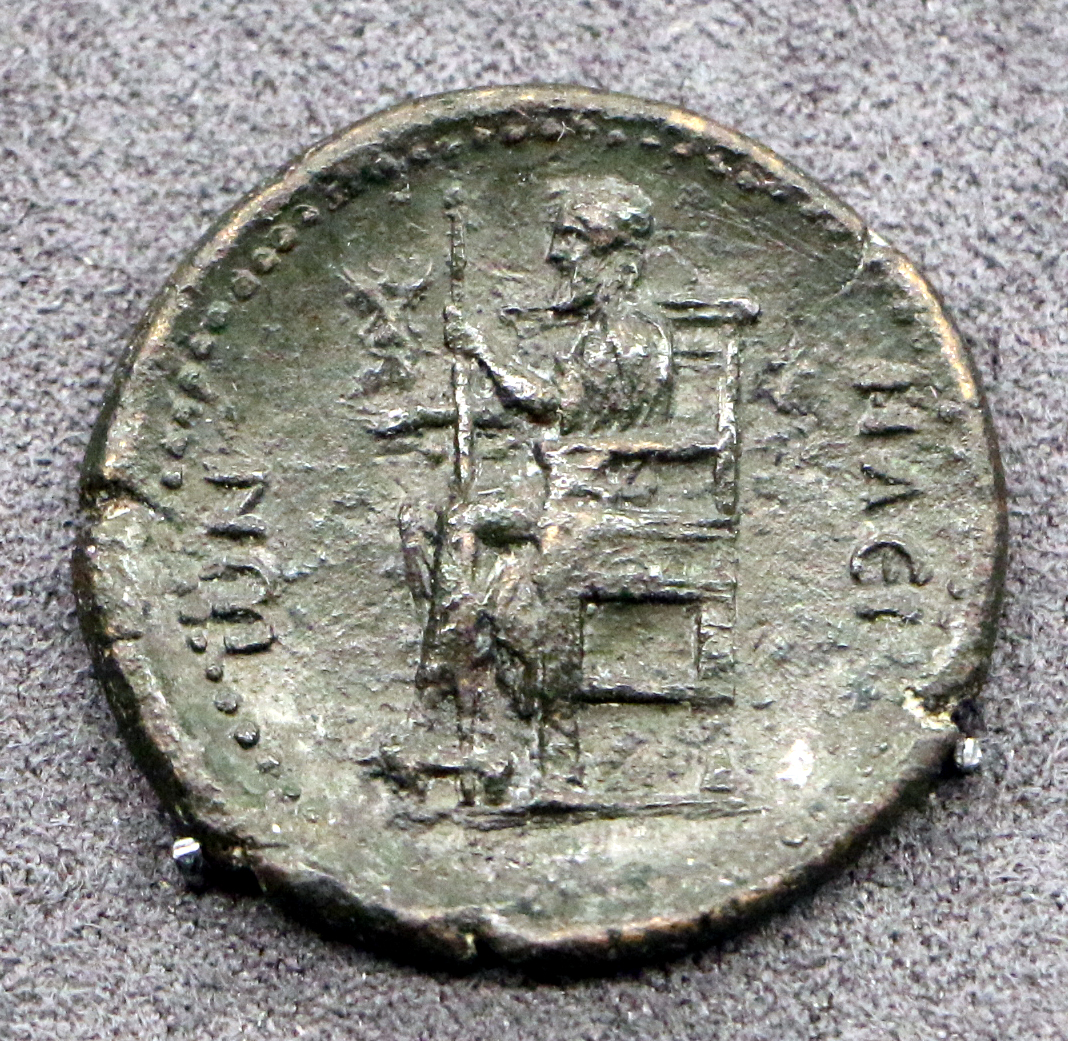
Монета з Еліди з зображенням статуї Зевса

### Створення
Статуя Зевса була замовлена елейцями, хранителями Олімпійських ігор, у другій половині V століття до н. е. для встановлення в нещодавно збудованому храмі Зевса. Прагнучи перевершити своїх афінських суперників, елейці найняли скульптора Фідія, який раніше створив масивну статую Афіни-діви (Афіни Парфенос) у Парфеноні.
Конкретніший час створення — третя чверть V століття до н. е., вказує знайдена в 1954–1958 роках майстерня Фідія, розташована приблизно там, де, за словами Павсанія, була побудована статуя Зевса. Археологічні знахідки включали знаряддя для обробки золота та слонової кістки, стружки слонової кістки, дорогоцінне каміння та теракотові форми. Більшість форм були використані для створення скляних бляшок, а також для формування мантії статуї зі скляних листів, натуралістично драпірованих і складених, а потім позолочених. На цьому місці була знайдена чаша з написом «ΦΕΙΔΙΟΥ ΕΙΜΙ» (Я належу Фідію).

### Втрата статуї
За записами Светонія, близько 40 року н. е. римський імператор Калігула хотів перенести статую Зевса в Рим аби переробити на зображення самого себе: «Він розпорядився привезти з Греції зображення богів, прославлені і вшануванням і мистецтвом, у тому числі навіть Зевса Олімпійського, — щоб зняти з них голови і замінити своїми», коли ж розпочали виконання наказу, то «статуя Юпітера, яку він наказав розібрати і перевезти до Риму, вибухнула раптом з таким гуркотом, що машини затряслися, а працівники розбіглися».
У 391 році християнський римський імператор Феодосій I заборонив участь в язичницьких культах і закрив їхні храми. Святилище в Олімпії перестало діяти. Обставини остаточного знищення статуї невідомі. Візантійський історик XI століття Георгій Кедренос записав переказ, що статую вивезли до Константинополя, де вона була втрачена під час великої пожежі палацу Лавса в 475 році н. е.
За іншою версією статуя загинула разом із храмом, який сильно постраждав від пожежі в 425 році н. е. На ранішу втрату або пошкодження статуї натякає Лукіан із Самосати наприкінці II ст.:
«Вони наклали руку на вашу особу в Олімпії, мій володарю Верховний Громовержцю, і у вас не було снаги розбудити собак або покликати сусідів; вони, безсумнівно, могли б прийти на допомогу і зловити посіпак до того, як вони закінчили пакувати награбоване».

## Репліки та наслідування

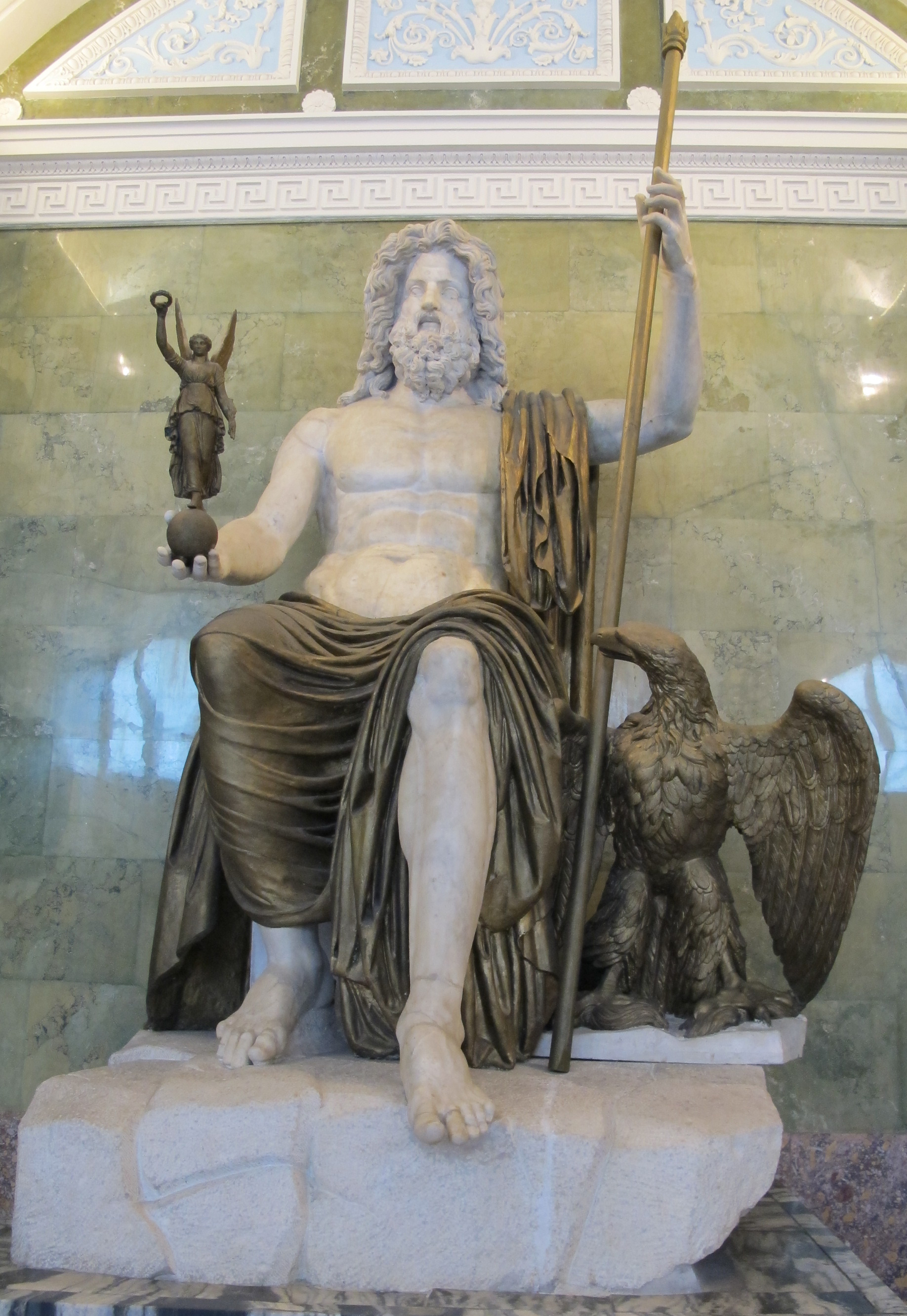
Статуя Юпітера з вілли Доміціана

За правління імператора Доміціана (81-96 рр. н. е.) в його віллі було встановлено репліку статуї Зевса з Олімпії заввишки 3,47 м, що зображає римського бога Юпітера — аналога Зевса. Скульптура виконана з мармуру та бронзованого гіпсу. Знайдена наприкінці XIX ст, з 1862 року зберігається в Ермітажі.
Деякі дослідники вважають, що зображення Христа Пантократора (Спаса Вседержителя) виникло з наслідування зображень Зевса, таких, як статуя Зевса в Олімпії.